# Sandnessundbroen
69°41′31″N 018°54′01″Ø / 69.69194°N 18.90028°Ø
Sandnessundbroen (også kaldt Kvaløybrua), er en cantileverbro som krydser Sandnessundet mellem Tromsøya og Kvaløya i Troms og Finnmark fylke i Norge. Sandnessundbroen er 1.220 meter lang, længste spænd er 150 meter, og gennemsejlingshøjden er 41 meter. Broen har 36 spænd. Den er Nord-Norges længste vejbro.
Sandnessundbroen blev officielt åbnet af kronprins Harald den 26. juni 1974. Broen åbnede imidlertid for trafik allerede 21. december 1973. Broen kostede 36 millioner kroner. Der var bompengeopkrævning på broen frem til 1. maj 1982  Broen er en del af fylkesvei 862.
I 2005 blev ny gang- og cykelbane adskilt fra vejbanen med rækværk færdigbygget. Underlaget på cykelbanen er blevet stærkt kritiseret fordi det i høj grad bidrager til punktering af cykeldæk. Dette har resulteret i at enkelte cyklister har skabt trafikproblemer ved at cykle i vejbanen. 
I takt med øget bebyggelse på Kvaløya har trafikken været stigende, og broens maksimumkapacitet er ved at være nået. Der overvejes derfor byggeforbud i bynære områder på Kvaløya.